# ハツカネズミ
ハツカネズミ（二十日鼠、廿日鼠、鼷、House mouse）は、ネズミ目（齧歯目）ネズミ科 ハツカネズミ属の1種である。学名は Mus musculus。

## 形態
ハツカネズミの成獣は頭胴長が57 - 91mm、尾長が42 - 80mmである。また体重は約10 - 25gである。体色は変異に富み、白色、灰色、褐色や黒色となる。短毛で腹側は淡い。耳と尾は非常に短い毛に覆われる。後足はアカネズミ属(Apodemus)にくらべ短く、15 - 19mmほどである。走るときの歩幅は約4.5cmであり、また最大45cmまでジャンプすることができる。糞は黒色で長径4 - 6mm、短径1 - 3mmで、かび臭い。鳴き声は甲高い。
若いオスとメスは簡単に識別できないが、メスはオスに比べ肛門と生殖器の間の長さが比較的短い。メスは5対の乳腺と乳首を持つが、オスでは発達しない。性成熟時の明瞭な違いは、オスは睾丸が発達することである。この睾丸は体に比べて大きく、また体内に引っ込めることができる。胸部にあるエンドウ豆大の胸腺に加えて、待ち針の頭大の第二の胸腺が首の気管付近にある。

## 生態
草地、田畑、河原、土手、荒れ地、砂丘などをはじめ、家屋や商業施設の周辺などの様々な環境に生息している。雑食性で種子や穀物類、雑草や花を採食するほか、小型の昆虫類も捕食する。また、汚染された飼料はもとより、ペットフードや家畜飼料などを消費する。さらに、しばしば農業や家屋に被害をもたらすと考えられている。ハツカネズミも他のネズミのように疾病を媒介するが、クマネズミ類ほど危険ではない。
クマネズミ属のドブネズミ・クマネズミの2種と同様、「家ネズミ」として人家や周辺の環境に入り込むが、その害はクマネズミ属の家ネズミよりもずっと小さい。渇きに強く、コンテナなどの荷物に潜んで移動し、世界の広い地域に分布する。日本でも、史前移入種として、島嶼（とうしょ）部を含むほぼ全地域に生息する。
成熟するまで2,3か月。繁殖期は野生では春と秋であるが、生息環境によっては一年中繁殖することができる。夜行性で、単独または家族で生活する。人家では家具の隙間などに巣を作る。河原や畑では、他の動物の掘った巣穴などを利用して生活する。一方で、実験用にも多用される面も持つ。飼育されている個体では、寿命が約1年～2年ほど。野生では4か月ほどが寿命と言われている。

### 天敵
捕食者は、ネコ、イタチ、フクロウ、ノスリ、カラス、モズ、アオダイショウ、ニホンマムシ、ナマズなど。

## 家ネズミ
野外に棲息するアカネズミ、ハタネズミなどの「野ネズミ」に対して、人家やその周辺に棲息するネズミ類を「家ネズミ」と呼ぶ。日本のネズミ類のうちでこれに当たるものは、ドブネズミ、クマネズミ、ハツカネズミの3種にほぼ限られる。

## 亜種
3亜種が確認されているが、独立種として扱われることもある。

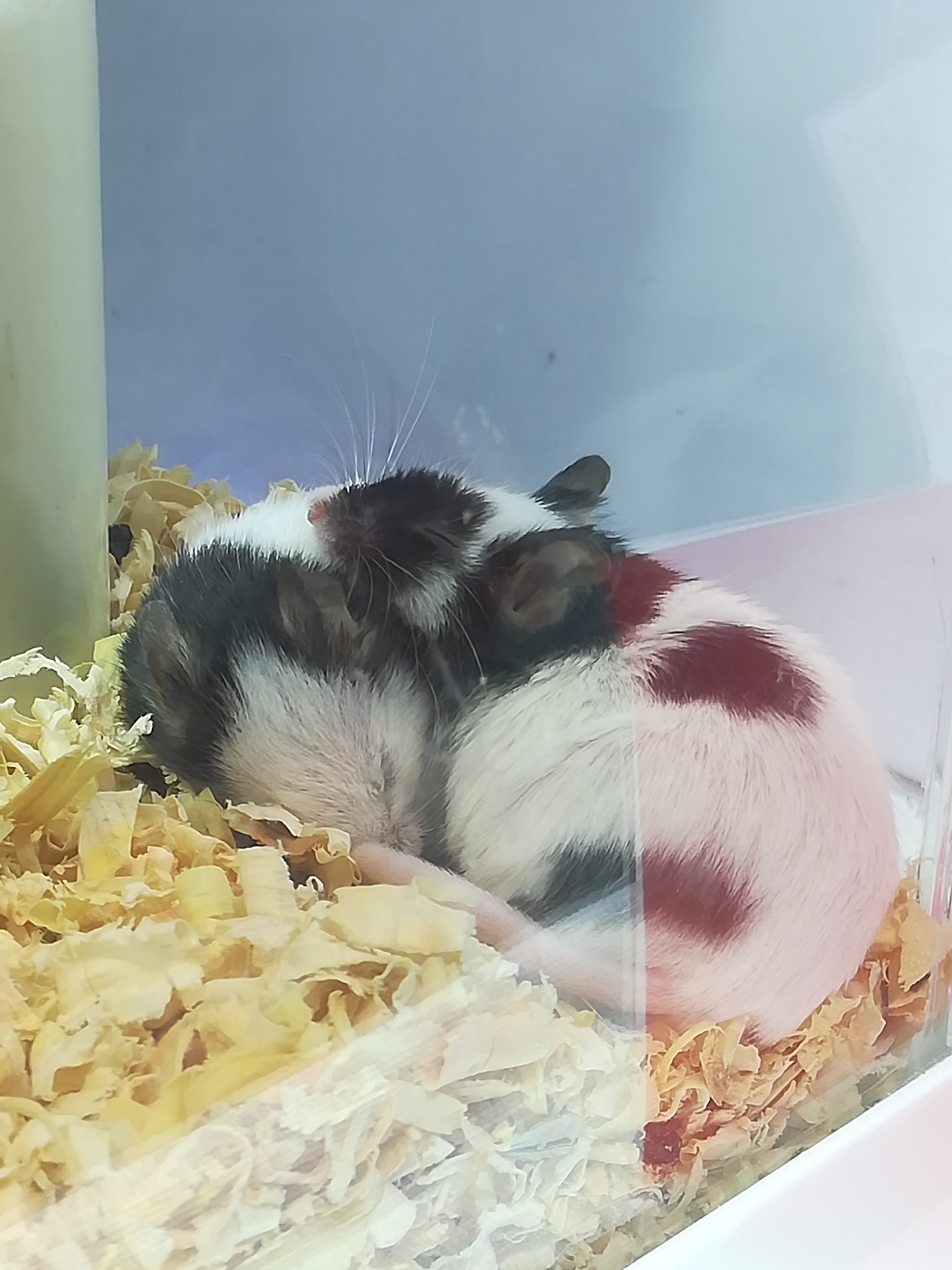
ジャパニーズ・ファンシー・マウス
Mus musclus molssinus

- Mus musculus castaneus （アジア南部および南東部）
- Mus musculus domesticus (ヨーロッパ西部、アジア南西部、アメリカ、アフリカ、オセアニア）
- Mus musculus musculus （ヨーロッパ東部およびアジア北部）

さらに次の2亜種が近年になり確認されている。
- Mus musculus bactrianus（アジア中央部）
- Mus musculus gentilulus （アラビア半島およびマダガスカル）[9]

他にも様々な名称がハツカネズミに与えられているが、他の亜種のシノニムとして扱われている。日本のハツカネズミ("M. m. molosinus")などのように、いくつかの個体群では異なった亜種の雑種となっている。

## 語源
妊娠期間が20日程度であることから「はつかねずみ」の名が付いたとされる。一説によると、噛まれても痛くない「甘口（あまくち）」のネズミというところから「甘口鼠（あまくちねずみ）」と呼ばれたものが、写し違いから後に「廿日鼠（はつかねずみ）」となったともいう。

## 広義の「ハツカネズミ」と「マウス」
ハツカネズミは、ドブネズミやクマネズミのようなクマネズミ属 Rattus の家ネズミよりずっと小さい。多くのヨーロッパ言語では、英語の 'mouse' （複数形 'mice'）と 'rat' のように、ハツカネズミなどの小型ネズミ類と、クマネズミ属の大型ネズミ類を、別の名称で呼び分け、日本語の「ネズミ」のように、両者を併せて指す呼称がない。口語な総称としては'rodent'があるが、これは齧歯目全般を指し、しばしリスなども含む。
日本語の「ハツカネズミ」は、通常、英語の「mouse」（あるいは、各国語のそれに該当する語）の訳語に当てられている。その場合、この語は種としてのハツカネズミ Mus musculus だけではなく、小型ネズミ類一般を指す語として使われ得る。
なお、人家を住処とする「家ネズミ」のうち、小型ネズミ類は、日本では狭義のハツカネズミのみである。

## 実験用マウス

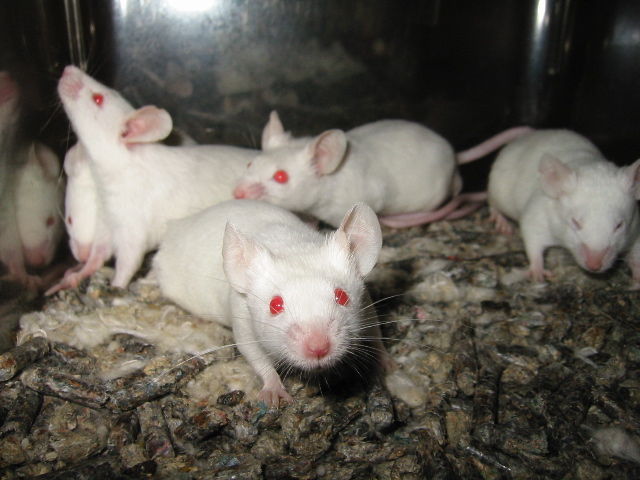
アルビノのハツカネズミ

日本では、特に実験用に改良・繁殖した飼養変種（実験動物）を指して「マウス」と呼ぶ。実験用にはモデル生物として用いられる。マウスはあくまでハツカネズミの飼養変種（Mus musculus domesticus）なので、種として記載されるときは「ハツカネズミ」 Mus musculus ということになる。ゲノムプロジェクトによって全ゲノム配列が解読されている。ラットとともに、ヒトの進化や病理を解明する有力な手がかりである。
実験用マウスは、野生のハツカネズミに比べてかなり大型である。アルビノのものが一般的だが、さまざまな毛色の系統が存在し、体毛のない系統のものは「ヌードマウス」と呼ばれる。ヌードマウスは胸腺が欠如しているため、細胞性免疫が機能しない。そのため拒絶反応が起こらないので、移植実験に多用されている。
マウスの系統化は非常に進んでおり、代表的なクローズドコロニーとしてICR、ddYが、代表的な近交系としてA（アルビノ）、AKR（アルビノ）、BALB/c（アルビノ）、C3H（野生色）、C57BL/6（黒色）、DBA/2（淡チョコレート色）などが知られている。各系統は近親交配を何代にも渡って繰り返したことで確立されたもので、各系統内における個体間の遺伝的な差異はほぼ存在しない。生理的・薬理的な反応のデータを大量に取る上で個体間の遺伝的な差異をほぼ無視できるマウスの存在は、医学・生理学等の発展に大きく寄与している。
マウスは、愛玩動物として飼育されることもある。日本でも、江戸時代から白黒まだらのハツカネズミが飼われていた。ニシキネズミとも呼ばれる。この変種は一時期日本国内では姿を消してしまったが、ヨーロッパでは「ジャパニーズ」と呼ばれる小型のまだらマウスがペットとして飼われており、DNA調査の結果、これが日本から渡ったハツカネズミの子孫であることがわかった。現在は「パンダマウス」の呼称で日本でも再び飼われるようになっている。